# Пруха, Петр
Пе́тр Пру́ха (чеш. Petr Průcha; р. 14 сентября 1982, Хрудим, Чехия) — чешский хоккеист, нападающий. Чемпион мира 2005 года. Завершил хоккейную карьеру в 2013 году из-за последствий сотрясения мозга.

## Статистика
| Легенда | Легенда                    | Легенда | Легенда                   | Легенда | Легенда    |
| ------- | -------------------------- | ------- | ------------------------- | ------- | ---------- |
| И       | Количество проведённых игр | Штр     | Штрафное время            | +/−     | Плюс-минус |
| Г       | Голы                       | П       | Голевые передачи          | О       | Очки       |
| -       | Статистика неизвестна      | —       | Статистика не учитывалась |         |            |

## Достижения
- Чемпион мира 2005
- Чемпион Чехии 2005
- Серебряный призёр чемпионата Чехии 2003
- Бронзовый призёр чемпионата мира 2011, 2012